# Девушки Джеймса Бонда

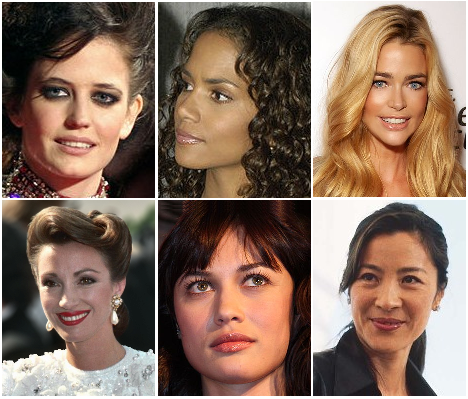
Верхний ряд слева направо:
Ева Грин (Веспер Линд в «Казино Рояль»)
Хэлли Берри (Джинкс в «Умри, но не сейчас»)
Дениз Ричардс (Кристмас Джонс в «И целого мира мало»)
Нижний ряд слева направо:
Джейн Сеймур (Солитер в «Живи и дай умереть»)
Ольга Куриленко (Камилла в «Кванте милосердия»)
Мишель Йео (Вай Лин в «Завтра не умрет никогда»)

Девушки Бонда (англ. Bond girls) — подруги и напарницы Джеймса Бонда. Все актрисы, сыгравшие девушек суперагента, мгновенно становились всемирно известными, получали статус секс-символов.

## КнигиЯна Флеминга
| Книга (год)                                           | Книга (год)                              | Девушка Бонда                                             |
| ----------------------------------------------------- | ---------------------------------------- | --------------------------------------------------------- |
| Казино «Рояль» (1953)                                 | Казино «Рояль» (1953)                    | Веспер Линд                                               |
| Живи и дай умереть (1954)                             | Живи и дай умереть (1954)                | Симона «Солитер» Латрель                                  |
| Лунный гонщик (1955)                                  | Лунный гонщик (1955)                     | Гала Бранд                                                |
| Бриллианты вечны (1956)                               | Бриллианты вечны (1956)                  | Тиффани Кейс                                              |
| Из России с любовью (1957)                            | Из России с любовью (1957)               | сержант Татьяна Романова                                  |
| Доктор Но (1958)                                      | Доктор Но (1958)                         | Ханичайл Райдер                                           |
| Голдфингер (1959)                                     | Голдфингер (1959)                        | Пусси Галор                                               |
| Голдфингер (1959)                                     | Голдфингер (1959)                        | Джилл Мастертон                                           |
| Голдфингер (1959)                                     | Голдфингер (1959)                        | Тилли Мастертон                                           |
| Сборник рассказов «Только для ваших глаз» (1960)      | Вид на убийство                          | Мэри-Энн Расселл                                          |
| Сборник рассказов «Только для ваших глаз» (1960)      | Только для ваших глаз                    | Джуди Хэвлок                                              |
| Сборник рассказов «Только для ваших глаз» (1960)      | Квант утешения                           | ―                                                         |
| Сборник рассказов «Только для ваших глаз» (1960)      | Риск                                     | Лизль Баум                                                |
| Сборник рассказов «Только для ваших глаз» (1960)      | Уникум Хальдебранда                      | Элизабет «Лиз» Крест                                      |
| Шаровая молния (1961)                                 | Шаровая молния (1961)                    | Доминетта «Домино» Витали (Петаччи)                       |
| Шаровая молния (1961)                                 | Шаровая молния (1961)                    | Патриция Фиаринг                                          |
| Шпион, который меня любил (1962)                      | Шпион, который меня любил (1962)         | Вивьен Мишель                                             |
| На секретной службе Её Величества (1963)              | На секретной службе Её Величества (1963) | Тереза «Трейси» Драко (Бонд) / графиня Тереза де Винченцо |
| На секретной службе Её Величества (1963)              | На секретной службе Её Величества (1963) | Руби Виндзор                                              |
| Живёшь только дважды (1964)                           | Живёшь только дважды (1964)              | Кисси Судзуки                                             |
| Живёшь только дважды (1964)                           | Живёшь только дважды (1964)              | Марико Ичибан                                             |
| Человек с золотым пистолетом (1965)                   | Человек с золотым пистолетом (1965)      | Мэри Гуднайт                                              |
| Человек с золотым пистолетом (1965)                   | Человек с золотым пистолетом (1965)      | Артифишиал «Тиффи»                                        |
| Сборник рассказов «Осьминожка и Искры из глаз» (1966) | Осьминожка                               | ―                                                         |
| Сборник рассказов «Осьминожка и Искры из глаз» (1966) | Искры из глаз                            | «Триггер»                                                 |
| Сборник рассказов «Осьминожка и Искры из глаз» (1966) | Собственность леди                       | Мэри Фронденштайн                                         |
| Сборник рассказов «Осьминожка и Искры из глаз» (1966) | Агент 007 в Нью-Йорке                    | Соланж                                                    |

## Фильмы EON Productions («официальная Бондиана»)
| Исполнитель роли Бонда | Фильм (год)                              | Девушка Бонда             | Актриса           |
| ---------------------- | ---------------------------------------- | ------------------------- | ----------------- |
| Шон Коннери            | Доктор Ноу (1962)                        | Ханни Райдер              | Урсула Андресс    |
| Шон Коннери            | Доктор Ноу (1962)                        | Мисс Таро                 | Зина Маршалл      |
| Шон Коннери            | Доктор Ноу (1962)                        | Сильвия Тренч             | Юнис Гейсон       |
| Шон Коннери            | Из России с любовью (1963)               | Татьяна Романова          | Даниэла Бианки    |
| Шон Коннери            | Из России с любовью (1963)               | Сильвия Тренч             | Юнис Гейсон       |
| Шон Коннери            | Голдфингер (1964)                        | Массажистка Динк          | Маргарет Нолан    |
| Шон Коннери            | Голдфингер (1964)                        | Джилл Мастерсон           | Ширли Итон        |
| Шон Коннери            | Голдфингер (1964)                        | Пусси Галор               | Онор Блэкман      |
| Шон Коннери            | Шаровая молния (1965)                    | Домино Дерваль            | Клодин Оже        |
| Шон Коннери            | Шаровая молния (1965)                    | Фиона Вольпе              | Лучана Палуцци    |
| Шон Коннери            | Шаровая молния (1965)                    | Патриция Фиринг           | Молли Питерс      |
| Шон Коннери            | Живёшь только дважды (1967)              | Кисси Судзуки             | Миэ Хама          |
| Шон Коннери            | Живёшь только дважды (1967)              | Аки                       | Акико Вакабаяси   |
| Джордж Лэзенби         | На секретной службе Её Величества (1969) | Трейси де Винченцо        | Диана Ригг        |
| Джордж Лэзенби         | На секретной службе Её Величества (1969) | Руби                      | Анджела Скаулар   |
| Джордж Лэзенби         | На секретной службе Её Величества (1969) | Нэнси                     | Катерина Шелл     |
| Джордж Лэзенби         | На секретной службе Её Величества (1969) | Хелен                     | Юлие Эге          |
| Шон Коннери            | Бриллианты навсегда (1971)               | Тиффани Кейс              | Сент-Джон, Джилл  |
| Шон Коннери            | Бриллианты навсегда (1971)               | Пленти О'Тул              | Лана Вуд          |
| Роджер Мур             | Живи и дай умереть (1973)                | Солитер                   | Джейн Сеймур      |
| Роджер Мур             | Живи и дай умереть (1973)                | Рози Карвер               | Глория Хендри     |
| Роджер Мур             | Живи и дай умереть (1973)                | Мисс Карузо               | Мадлен Смит       |
| Роджер Мур             | Человек с золотым пистолетом (1975)      | Мэри Гуднайт              | Бритт Экланд      |
| Роджер Мур             | Человек с золотым пистолетом (1975)      | Андреа Андерс             | Мод Адамс         |
| Роджер Мур             | Шпион, который меня любил (1977)         | Аня Амасова               | Барбара Бах       |
| Роджер Мур             | Лунный гонщик (1979)                     | Холи Гудхед               | Лоис Чайлз        |
| Роджер Мур             | Лунный гонщик (1979)                     | Коринн Дюфор              | Коринн Клери      |
| Роджер Мур             | Только для твоих глаз (1981)             | Мелина Хэвлок             | Кароль Буке       |
| Роджер Мур             | Только для твоих глаз (1981)             | Лизл Баум                 | Кассандра Харрис  |
| Роджер Мур             | Осьминожка (1983)                        | Осьминожка                | Мод Адамс         |
| Роджер Мур             | Осьминожка (1983)                        | Магда                     | Кристина Уэйборн  |
| Роджер Мур             | Вид на убийство (1985)                   | Стейси Саттон             | Таня Робертс      |
| Роджер Мур             | Вид на убийство (1985)                   | Поля Иванова              | Фиона Фуллертон   |
| Роджер Мур             | Вид на убийство (1985)                   | Мэйдэй                    | Грейс Джонс       |
| Тимоти Далтон          | Искры из глаз (1987)                     | Кара Милови               | Мэриам д’Або      |
| Тимоти Далтон          | Лицензия на убийство (1989)              | Пэм Бувье                 | Кэри Лоуэлл       |
| Тимоти Далтон          | Лицензия на убийство (1989)              | Люпе Ламора               | Талиса Сото       |
| Пирс Броснан           | Золотой глаз (1995)                      | Наталья Семёнова          | Изабелла Скорупко |
| Пирс Броснан           | Золотой глаз (1995)                      | Ксения Онатопп            | Фамке Янссен      |
| Пирс Броснан           | Завтра не умрёт никогда (1997)           | Вай Лин                   | Мишель Йео        |
| Пирс Броснан           | Завтра не умрёт никогда (1997)           | Пэрис Карвер              | Тери Хэтчер       |
| Пирс Броснан           | И целого мира мало (1999)                | Кристмас Джонс            | Дениз Ричардс     |
| Пирс Броснан           | И целого мира мало (1999)                | Электра Кинг              | Софи Марсо        |
| Пирс Броснан           | Умри, но не сейчас (2002)                | Джазинта «Джинкс» Джонсон | Хэлли Берри       |
| Пирс Броснан           | Умри, но не сейчас (2002)                | Миранда Фрост             | Розамунд Пайк     |
| Дэниел Крейг           | Казино «Рояль» (2006)                    | Веспер Линд               | Ева Грин          |
| Дэниел Крейг           | Казино «Рояль» (2006)                    | Соланж                    | Катерина Мурино   |
| Дэниел Крейг           | Квант милосердия (2008)                  | Камилла Монтес            | Ольга Куриленко   |
| Дэниел Крейг           | Квант милосердия (2008)                  | Строберри Филдс           | Джемма Артертон   |
| Дэниел Крейг           | 007: Координаты «Скайфолл» (2012)        | Северин                   | Беренис Марло     |
| Дэниел Крейг           | 007: Координаты «Скайфолл» (2012)        | Ив Манипенни              | Наоми Харрис      |
| Дэниел Крейг           | 007: Координаты «Скайфолл» (2012)        | не указано                | Тония Сотиропулу  |
| Дэниел Крейг           | 007: Спектр (2015)                       | Мадлен Суонн              | Леа Сейду         |
| Дэниел Крейг           | 007: Спектр (2015)                       | Люсия Скиарра             | Моника Беллуччи   |
| Дэниел Крейг           | 007: Спектр (2015)                       | Эстрелла                  | Стефани Сигман    |
| Дэниел Крейг           | Не время умирать (2021)                  | Мадлен Суонн              | Леа Сейду         |
| Дэниел Крейг           | Не время умирать (2021)                  | Палома                    | Ана де Армас      |
| Дэниел Крейг           | Не время умирать (2021)                  | Номи, агент 007           | Лашана Линч       |

## Неофициальные фильмы
| Исполнитель роли Бонда | Фильм (год)                        | Девушка Бонда | Актриса         |
| ---------------------- | ---------------------------------- | ------------- | --------------- |
| Барри Нельсон          | Казино «Рояль» (1954)              | Валери Матис  | Линда Кристиан  |
| Шон Коннери            | Никогда не говори «никогда» (1983) | Домино Петачи | Ким Бейсингер   |
| Шон Коннери            | Никогда не говори «никогда» (1983) | Фатима Блаш   | Барбара Каррера |

## Интересные факты
- 28-летняя жительница Великобритании Эмма-Луиза Ходжес, большая фанатка Бондианы, сменила имя в честь 14 героинь серии фильмов о Джеймсе Бонде: теперь её зовут Мисс Пусси Галор Хани Райдер Солитер Пленти О’Тул Мэйдэй Ксения Онатопп Холли Гудхед Тиффани Кейс Киси Судзуки Мэри Гуднайт Джинкс Джонсон Осьминожка Домино Манипенни[1].
- 27 июля 2012 года телевизионную трансляцию церемонии открытия летних Олимпийских игр в Лондоне начинал ролик с участием Джеймса Бонда (Дэниел Крейг) и королевы Елизаветы II (камео). В конце ролика они оба прыгают с парашютами из вертолёта над ареной Олимпийского стадиона. 5 апреля 2013 год за данную роль королеве была вручена премия BAFTA за лучшее исполнение роли девушки Джеймса Бонда[2].